# Homme préhistorique
Cet article court présente un sujet plus développé dans : Hominina, Homo et Homo sapiens.
Ne doit pas être confondu avec un homme des cavernes, ni avec l'homme de Cro-Magnon.
L'expression « homme préhistorique » désigne, de manière très imprécise, différentes espèces ou populations humaines ayant vécu durant la Préhistoire, qu'il s'agisse de représentants de l'espèce Homo sapiens, ou d'autres espèces du genre Homo. L'expression « humain préhistorique » peut être aussi utilisée.
Pour plus de précision, on se reportera aux noms d'espèces ou de périodes de l'un des tableaux ci-dessous.